# Юрактау (гора)
Юракта́у (башк. Йөрәктау — «серце-гора») — шихан, один з ланцюжка чотирьох (в наш час трьох) гір-останців поблизу Стерлітамака. Залишок рифу, нижньопермського (пізній палеозой) рифового масиву.

## Фізико-географічна характеристика
Довжина — 1 км, ширина 850 м, висота — над річкою Білою — 220 м над рівнем ґрунту — 200 м, абсолютна висота над рівнем океану — 338 м.
Має конусоподібну форму. Схили — 20—30 градусів, але не утворюють скелястих уступів. Нижня частина покрита осипами. В основі північного схилу гори є джерела, одне з сірчистої водою.
Біля підніжжя Юрактау розташоване озеро Мокша.

## Історія
У 1707 році біля підніжжя Юрактау відбулася битва між повсталими башкирами на чолі з Кусюмом Тюлекеєвим, який об'єднав уфимських башкирів, мішарів, татар, чувашів, черемисів) і урядовими військами (загін Хохлова дев'ятсот солдатів і сімсот вершників з Казані під командуванням Арістова, також приєдналися лояльні уряду башкири). Бої йшли близько десяти днів і закінчилися перемогою повсталих. Близько чотирьохсот солдатів взято в полон, інші знищені. Хохлов втік до Табинська.